# 今泉粗螯蛛
今泉粗螯蛛（学名：Prodidomus imaidzumii）为粗螯蛛科粗螯蛛属的动物。分布于日本以及中国大陆的湖南、浙江等地，常栖息于室内煤堆、柴堆以及杂瓶堆放处。该物种的模式产地在日本。